# 부시니
부시니(프랑스어: Bussigny, 2014년까지 Bussigny-près-Lausanne)는 스위스 보주의 웨스트 로자누아구에 위치한 자치체이다.

## 역사
부시니는 1358년에 Bussignye로 처음 언급되었다.

## 지리
부시니의 면적은 2009년 기준으로 4.8k㎡이다. 이 지역 중 1.6k㎡ (33.2%)가 농업 목적으로 사용되는 반면 0.83k㎡(17.2%)는 삼림으로 사용된다. 나머지 토지 중 2.32k㎡ (48.1%)가 정착(건물 또는 도로), 0.03k㎡ (0.6%)가 강 또는 호수이다.
건축면적 중 공업용 건물이 전체 면적의 11.0%를 차지했으며, 주택과 건물이 17.6%, 교통 기반 시설이 14.1%를 차지했다. 전력 및 수자원 기반 시설 및 기타 특별 개발 지역은 면적의 1.9%를 구성하고 공원, 녹지 및 스포츠 필드는 3.5%를 구성한다. 산림을 제외한 모든 산림면적은 울창한 산림으로 덮여 있다. 농경지 중 30.9%는 작물 재배에 사용되고 1.5%는 목초지이다. 시정촌의 모든 물은 흐르는 물이다.
지자체는 2006년 8월 31일에 해산될 때까지 모르주구의 일부였으며, 부시니-프레-로잔은 새로운 웨스트 로자누아구(Ouest Lausannois)의 일부가 되었다. 2014년 5월 1일 공식 명칭이 부시니-프레-로잔에서 부시니로 변경되었다.
시정촌은 로잔의 서쪽과 브노쥬강 근처에 있다. 이곳은 부시니-프레-로잔 및 생 제르망의 마을로 구성되어 있다.

## 인구통계
2020년 12월 기준, 부시니의 인구는 9,603명이다. 2008년 기준으로 인구의 32.0%가 거주하는 외국인이다. 1999년부터 2009년까지 지난 10년 동안 인구는 9.9%의 비율로 변화했으며, 그중 3.2%는 이주, 7.2%는 출생 및 사망으로 인해 변경되었다.
2000년 기준, 인구 대부분인 6,308명(84.1%)이 프랑스어를 사용하며, 이탈리아어가 336명(4.5%)으로 2위이고, 독일어가 272명(3.6%)으로 3위이다. 세 사람이 로만슈어를 구사 했다.
자치제 인구 중 1,462명(약 19.5%)이 부시니에서 태어나 2000년에 그곳에 살았다. 같은 주에서 태어난 2,673명(35.6%)이 있었고, 스위스 다른 곳에서 태어난 1,146명(15.3%), 2,020명(26.9%)이 스위스 외부에서 태어났다.
2008년에는 스위스 시민이 64명, 비스위스계 시민이 27명이었고, 같은 기간에 스위스 시민이 35명, 비스위스계 시민이 6명이었다. 이민과 이민을 무시하면 스위스 시민의 인구는 29명이 증가한 반면 외국인 인구는 21명이 증가했다. 스위스에서 이주한 스위스 남성은 6명이었다. 동시에 다른 나라에서 스위스로 이주한 92명의 비스위스계 남성과 73명의 비스위스계 여성이 있었다. 2008년 전체 스위스 인구 변화(시 경계를 넘는 이동을 포함한 모든 출처에서)는 85명이 증가했고 비스위스계 인구는 131명이 증가했다. 이는 2.8%의 인구 증가율을 나타낸다.
2009년 현재 부시니의 연령 분포는 다음과 같다. 889명(인구의 11.1%)이 9세 이하이고 1,006명(12.5%)이 10~19세이다. 성인 인구 중 1,116명(인구의 13.9%)이 20~29세, 1,282명 또는 16.0%는 30~39세, 1,336명 또는 16.6%는 40~49세, 1,031명 또는 12.8%는 50~59세이다. 노인 인구 분포는 802명 또는 인구의 10.0%가 60~69세이다. 70~79세는 384명(4.8%), 80~89세는 159명(2.0%), 90세 이상은 28명(0.3%)이다.
2000년 기준으로 시정촌에 미혼이거나 독신인 사람은 3,194명이다. 기혼자는 3,612명, 미망인은 259명, 이혼한 사람은 433명이었다.
2000년 기준으로 시정촌의 개인가구는 3,062세대로 가구당 평균 2.4명이다. 1인 가구는 901가구, 5인 이상 가구는 199가구였다. 총 3,114가구 중 1인 가구가 28.9%로 부모와 동거하는 성인은 8명이었다. 나머지 가구 중 자녀가 없는 부부는 836쌍, 자녀가 있는 부부는 1,048쌍, 자녀가 있는 편부모는 218쌍이다. 혈연관계가 없는 사람이 51가구, 시설이나 기타 집단주택이 52가구였다.
2000년 기준 단독주택은 총 983호 중 571호(전체의 58.1%)였다. 다가구주택은 269채(27.4%), 주거용으로 주로 사용되는 다목적동은 96채(9.8%), 기타 용도(상업·공업)는 47채(4.8%)였다. 단독주택 중 1919년 이전에 44채, 1990~2000년 사이에 119채가 지어졌다. 1981년과 1990년 사이에 지어졌으며, 그 다음으로 많은 집(48채)이 1971년과 1980년 사이에 지어졌다. 1996년과 2000년 사이에 지어진 6개의 다가구 주택이 있었다.
2000년에는 시정촌에 3,249개의 아파트가 있었다. 가장 일반적인 아파트 크기는 1,128개의 방이 있는 3개의 방이었다. 171채의 1인실 아파트와 580채의 5개 이상의 방이 있는 아파트가 있었다. 이 중 상가주택은 2,984세대(전체의 91.8%), 비수기형은 212세대(6.5%), 공실은 53세대(1.6%)였다. 2009년 기준 신규 주택 건설률은 인구 1000명당 8.9세대였다. 2010년 시정촌 공실률은 0.11%였다.
역사적 인구는 다음 차트에 나와 있다.

### 종교
2000년 인구 조사에서 로마 가톨릭 신자는 2,878명(38.4%)인 반면 스위스 개혁 교회는 2,713명(36.2%)이었다. 나머지 인구 중 정교회 교인이 74명(인구의 약 0.99%), 크리스찬 가톨릭 교회 교인이 5명(인구의 약 0.07%), 406명이 있었다. 다른 기독교 교회에 속한 개인(또는 인구의 약 5.41%). 유대인은 10명(인구의 약 0.13%)이었고, 이슬람교는 294명(인구의 약 3.92%)이었다. 불교 13명, 힌두교인 8명과 다른 교회에 속한 9명이 있었다. 인구의 약 12.07%(905명)는 무교, 불가지론 또는 무신론자이며, 377명(또는 인구의 약 5.03%)이 질문에 대답하지 않았다.

## 정치
2007년 연방 선거에서 가장 인기 있는 정당은 SP로 26.06%의 득표율을 기록했다. 다음으로 가장 인기 있는 3개 정당은 SVP (20.52%), 녹색당 (15.26%), FDP (14.33%)였다. 이번 연방 총선에서는 총 1,763표가 투표되었고, 투표율은 42.5%였다.

## 경제
2010년 기준, 부시니의 실업률은 4.6%이다. 2008년 기준으로 1차 경제 부문에 15명이 고용되어 있으며, 이 부문에 약 5개 기업이 참여하고 있다. 1,978명이 2차 부문에 고용되었고, 이 부문에 89개의 기업이 있었다. 3,882명이 3차 부문에 고용되었으며, 이 부문에는 303개의 기업이 있다. 시정촌 주민은 4,067명으로 일정 정도 고용되었으며, 그중 여성이 전체 노동력의 42.4%를 차지하였다.
2008년에 정규직에 해당 하는 총 일자리 수는 5,036개였다. 1차 부문의 일자리 수는 13개였으며, 모두 농업에 있었다. 2차 부문의 일자리 수는 1,905개였으며, 그중 1,195개(62.7%)가 제조업에, 663개(34.8%)가 건설에 종사했다. 3차 부문의 일자리는 3,118개였다. 3차 부문에서; 도소매업 1,136개(36.4%), 자동차 수리업 376개(12.1%), 호텔·레스토랑 129개(4.1%), 정보업 241개(7.7%), 51개(1.6%)가 보험 또는 금융 산업, 615개(19.7%)가 기술 전문가 또는 과학자, 101개(3.2%)가 교육, 82개(2.6%)가 의료 분야였다.
2000년 기준으로 지자체로 통근하는 근로자는 4,285명, 출퇴근자는 3,054명이었다. 지자체는 근로자를 순수입하며, 1명이 전출할 때마다 약 1.4명의 근로자가 지자체에 전입된다. 부시니에 입사하는 인력의 약 2.6%가 스위스 외부에서 유입된다. 근로 인구 중 16.5%가 출퇴근용 대중교통을, 65.8%가 자가용을 이용하였다.

## 교육
부시니에서는 인구의 약 2,830명(37.7%)이 비필수 고등교육을 이수했으며, 845명(11.3%)이 추가 고등교육( 대학 또는 응용학문대학)을 마쳤다. 고등교육을 마친 845명 중 54.9%가 스위스 남성, 24.6%가 스위스 여성, 14.2%가 비스위스계 남성, 6.3%가 비스위스계 여성이었다.
2009/2010 학년도에 부시니 학군에는 총 1,001명의 학생이 있었다. 보주 주립학교 시스템에서는 정치 구역에서 2년간의 의무가 아닌 유아원을 제공한다. 학년도 동안 정치 지역은 총 803명의 어린이에게 유치원 보육을 제공했으며, 그중 502명의 어린이(62.5%)가 보조금을 받는 유치원 보육을 받았다. 캔톤의 초등학교 프로그램은 학생들이 4년 동안 출석해야 한다. 시립 초등학교 프로그램에는 507명의 학생이 있었다. 의무 중등학교 프로그램은 6년 동안 지속되며, 해당 학교의 학생은 465명이었다. 홈스쿨링을 하거나 다른 학교에 다니는 학생도 29명이었다.
2000년 기준으로, 부시니에는 다른 시정촌에서 온 93명의 학생이 있었고, 469명의 주민들은 시외 학교에 다녔다.

## 교통
지자체에는 쥐라풋선과 심플론선에 부시니라는 기차역이 있다. 발로브, 로잔, 에이글및 그랑송에 정기 운행편이 있다.